# Russell Henshaw
Russell Henshaw (ur. 7 czerwca 1990 w Jindabyne) – australijski narciarz dowolny. Specjalizuje się w konkurencji slopestyle. W 2011 roku zdobył brązowy medal na mistrzostwach świata w Deer Valley. Jest także srebrnym medalistą 15 Winter X-Games z tego samego roku. Podczas rozgrywanych w 2015 roku mistrzostw świata w Kreischbergu wywalczył srebrny medal w slopestyle’u. Najlepsze wyniki w Pucharze Świata osiągnął w sezonie 2013/2014, kiedy to zajął 40. miejsce w klasyfikacji generalnej, a w klasyfikacji slopestyle’u był piąty. W 2014 roku brał udział w igrzyskach olimpijskich w Soczi, zajmując ósmą pozycję.

## Osiągnięcia

### Igrzyska olimpijskie
| Miejsce | Dzień     | Rok  | Miejscowość | Konkurencja | Zwycięzca        |
| ------- | --------- | ---- | ----------- | ----------- | ---------------- |
| 8.      | 13 lutego | 2014 | Soczi       | Slopestyle  | Joss Christensen |
| 19.     | 18 lutego | 2018 | Pjongczang  | Slopestyle  | Øystein Bråten   |

### Mistrzostwa świata
| Miejsce | Dzień       | Rok  | Miejscowość   | Konkurencja | Zwycięzca       |
| ------- | ----------- | ---- | ------------- | ----------- | --------------- |
| 3.      | 3 lutego    | 2011 | Park City     | Slopestyle  | Alex Schlopy    |
| 15.     | 9 marca     | 2013 | Voss          | Slopestyle  | Thomas Wallisch |
| 2.      | 21 stycznia | 2015 | Kreischberg   | Slopestyle  | Fabian Bösch    |
| 8.      | 19 marca    | 2017 | Sierra Nevada | Slopestyle  | McRae Williams  |

### Puchar Świata

#### Miejsca w klasyfikacji generalnej
- sezon 2005/2006: 97.
- sezon 2011/2012: 142.
- sezon 2012/2013: 76.
- sezon 2013/2014: 40.
- sezon 2014/2015: 207.
- sezon 2015/2016: 120.
- sezon 2016/2017: 82.
- sezon 2017/2018: 240.

#### Miejsca na podium w zawodach
1. Copper Mountain – 12 stycznia 2013 (slopestyle) – 2. miejsce
2. Cardrona – 25 sierpnia 2013 (slopestyle) – 3. miejsce
3. Copper Mountain – 21 grudnia 2013 (slopestyle) – 3. miejsce
4. Seiser Alm – 28 stycznia 2017 (slopestyle) – 3. miejsce